# 9870 Maehata
9870 Maehata (1992 DA) là một tiểu hành tinh vành đai chính được phát hiện ngày 24 tháng 2 năm 1992 bởi T. Seki ở Geisei.